# 철 동위 원소
철 동위 원소(鐵同位元素, 영어: isotopes of iron)는 자연에서 4종으로 되어 있으며, 존재 비율로는 반감기가 3.1×101500년 이상인 54Fe가 5.845%, 안정 동위 원소인 56Fe가 91.754%, 57Fe이 2.119%, 58Fe는 0.282%이다. 60Fe는 반감기가 262만년인 방사성 원소이다.
철 동위 원소 연구의 대부분은 핵합성(운석 연구)과 광석 형성에 의한 60Fe 연구가 대부분이지만, 최근 10년간의 연구 진보에 따라 다른 동위 원소의 세부적인 분석이 가능해졌다. 이 연구는 대부분 지구 과학에서 이루어지지만, 생물학 및 산업 연구에도 쓰이고 있다. 그리고, 56Fe는 과학자들의 주목을 받고 있다. 이 동위 원소는 안정되고 핵분열과 핵융합 반응도 일으키지 않지만, 정확히 말하면 62Ni와 58Fe, 56Fe 순으로 핵종이 안정하다. 하지만 니켈-62나 철-58은 니켈과 철의 동위원소들 중에서 차지하는 비율이 매우 적은데, 4배수로 무거운 원소를 생성하는 알파 과정의 특성 때문에 항성 핵합성 반응으로는 생성되기 어렵기 때문이다. 반면 철-56은 그 모체인 니켈-56이 규소 연소 반응을 통해 대량으로 생성되기 때문에 방사성 붕괴를 2번 거쳐 생성된 철-56은 우주 규모에서도 흔한 원소다.

## 철-54
철-54(54Fe)는 반감기가 존재할 것으로 예측되지만 실제로 붕괴되는 모습은 관측되지 않았다. 따라서 계속 주시할 필요가 있는 원소이므로 관측안정동위원소 또는 주시안정동위원소라고 한다.
철-54는 어쩌면 안정 동위 원소들처럼 반감기가 존재하지 않고 영원히 존재할 수도 있다.

## 철-56
철-56(56Fe)은 철 동위 원소 중 가장 많이 차지하고 있으며, 일반적으로 가장 안정한 것으로 여겨진다. 또한, 이 원소는 항성의 핵융합 반응으로 만들어지는 원소 중 가장 마지막으로 생성되는 원소이다. 양성자 붕괴가 있다고 가정할 때, 그 반감기는 101500년이다.

## 철-57
철-57(57Fe)은 규소-29에서 여러 차례 헬륨융합과정을 통해 생성된 원소이다. 규소-29에서 시작된 핵융합으로 생성된 원소들 중 철-57이 핵융합의 최종 종착지이다.

## 철-58
철-58(58Fe)은 철 동위 원소 중 핵자간 결합 에너지가 가장 높지만 양이 매우 적다. 핵융합 과정에서는 철-54가 최종 생성되며 다음 생성물은 니켈-58이 된다.
따라서 철-58이 초신성 폭발의 R-과정을 통해 대부분이 생성되고 소량이 S-과정을 통해 생성된 원소이며 핵융합으로 인해 생성된 철-58은 매우 미량이다.

## 표
| 핵종 기호 | Z(p)          | N(n)          | 동위 원소 질량 (u) | 반감기                | 붕괴 방식     | 붕괴 생성물 | 핵 스핀   | 전형적 동위 원소 구성비 (몰 분율) | 자연적 구성비 변동 범위 (몰 분율) |
| 핵종 기호 | 들뜬 에너지   | 들뜬 에너지   | 들뜬 에너지        | 반감기                | 붕괴 방식     | 붕괴 생성물 | 핵 스핀   | 전형적 동위 원소 구성비 (몰 분율) | 자연적 구성비 변동 범위 (몰 분율) |
| --------- | ------------- | ------------- | ------------------ | --------------------- | ------------- | ----------- | --------- | --------------------------------- | --------------------------------- |
| 45Fe      | 26            | 19            | 45.01458(24)#      | 1.89(49) ms           | β+ (30%)      | 45Mn        | 3/2+#     |                                   |                                   |
| 45Fe      | 26            | 19            | 45.01458(24)#      | 1.89(49) ms           | 2p (70%)      | 43Cr        | 3/2+#     |                                   |                                   |
| 46Fe      | 26            | 20            | 46.00081(38)#      | 9(4) ms [12(+4-3) ms] | β+ (>99.9%)   | 46Mn        | 0+        |                                   |                                   |
| 46Fe      | 26            | 20            | 46.00081(38)#      | 9(4) ms [12(+4-3) ms] | β+, p (<.1%)  | 45Cr        | 0+        |                                   |                                   |
| 47Fe      | 26            | 21            | 46.99289(28)#      | 21.8(7) ms            | β+ (>99.9%)   | 47Mn        | 7/2-#     |                                   |                                   |
| 47Fe      | 26            | 21            | 46.99289(28)#      | 21.8(7) ms            | β+, p (<.1%)  | 46Cr        | 7/2-#     |                                   |                                   |
| 48Fe      | 26            | 22            | 47.98050(8)#       | 44(7) ms              | β+ (96.41%)   | 48Mn        | 0+        |                                   |                                   |
| 48Fe      | 26            | 22            | 47.98050(8)#       | 44(7) ms              | β+, p (3.59%) | 47Cr        | 0+        |                                   |                                   |
| 49Fe      | 26            | 23            | 48.97361(16)#      | 70(3) ms              | β+, p (52%)   | 48Cr        | (7/2-)    |                                   |                                   |
| 49Fe      | 26            | 23            | 48.97361(16)#      | 70(3) ms              | β+ (48%)      | 49Mn        | (7/2-)    |                                   |                                   |
| 50Fe      | 26            | 24            | 49.96299(6)        | 155(11) ms            | β+ (>99.9%)   | 50Mn        | 0+        |                                   |                                   |
| 50Fe      | 26            | 24            | 49.96299(6)        | 155(11) ms            | β+, p (<.1%)  | 49Cr        | 0+        |                                   |                                   |
| 51Fe      | 26            | 25            | 50.956820(16)      | 305(5) ms             | β+            | 51Mn        | 5/2-      |                                   |                                   |
| 52Fe      | 26            | 26            | 51.948114(7)       | 8.275(8) h            | β+            | 52Mn        | 0+        |                                   |                                   |
| 52mFe     | 6.81(13) MeV  | 6.81(13) MeV  | 6.81(13) MeV       | 45.9(6) s             | β+            | 52Mn        | (12+)#    |                                   |                                   |
| 53Fe      | 26            | 27            | 52.9453079(19)     | 8.51(2) min           | β+            | 53Mn        | 7/2-      |                                   |                                   |
| 53mFe     | 3040.4(3) keV | 3040.4(3) keV | 3040.4(3) keV      | 2.526(24) min         | IT            | 53Fe        | 19/2-     |                                   |                                   |
| 54Fe      | 26            | 28            | 53.9396105(7)      | 관측상 안정           | 관측상 안정   | 관측상 안정 | 0+        | 0.05845(35)L                      | 0.05837-0.05861                   |
| 54mFe     | 6526.9(6) keV | 6526.9(6) keV | 6526.9(6) keV      | 364(7) ns             |               |             | 10+       |                                   |                                   |
| 55Fe      | 26            | 29            | 54.9382934(7)      | 2.737(11) a           | ε             | 55Mn        | 3/2-      |                                   |                                   |
| 56Fe      | 26            | 30            | 55.9349375(7)      | 안정                  | 안정          | 안정        | 0+        | 0.91754(36)                       | 0.91742-0.91760                   |
| 57Fe      | 26            | 31            | 56.9353940(7)      | 안정                  | 안정          | 안정        | 1/2-      | 0.02119(10)                       | 0.02116-0.02121                   |
| 58Fe      | 26            | 32            | 57.9332756(8)      | 안정                  | 안정          | 안정        | 0+        | 0.00282(4)                        | 0.00281-0.00282                   |
| 59Fe      | 26            | 33            | 58.9348755(8)      | 44.495(9) d           | β-            | 59Co        | 3/2-      |                                   |                                   |
| 60Fe      | 26            | 34            | 59.934072(4)       | 2.6×106 a             | β-            | 60Co        | 0+        | 미량                              |                                   |
| 61Fe      | 26            | 35            | 60.936745(21)      | 5.98(6) min           | β-            | 61Co        | 3/2-,5/2- |                                   |                                   |
| 61mFe     | 861(3) keV    | 861(3) keV    | 861(3) keV         | 250(10) ns            |               |             | 9/2+#     |                                   |                                   |
| 62Fe      | 26            | 36            | 61.936767(16)      | 68(2) s               | β-            | 62Co        | 0+        |                                   |                                   |
| 63Fe      | 26            | 37            | 62.94037(18)       | 6.1(6) s              | β-            | 63Co        | (5/2)-    |                                   |                                   |
| 64Fe      | 26            | 38            | 63.9412(3)         | 2.0(2) s              | β-            | 64Co        | 0+        |                                   |                                   |
| 65Fe      | 26            | 39            | 64.94538(26)       | 1.3(3) s              | β-            | 65Co        | 1/2-#     |                                   |                                   |
| 65mFe     | 364(3) keV    | 364(3) keV    | 364(3) keV         | 430(130) ns           |               |             | (5/2-)    |                                   |                                   |
| 66Fe      | 26            | 40            | 65.94678(32)       | 440(40) ms            | β- (>99.9%)   | 66Co        | 0+        |                                   |                                   |
| 66Fe      | 26            | 40            | 65.94678(32)       | 440(40) ms            | β-, n (<.1%)  | 65Co        | 0+        |                                   |                                   |
| 67Fe      | 26            | 41            | 66.95095(45)       | 394(9) ms             | β- (>99.9%)   | 67Co        | 1/2-#     |                                   |                                   |
| 67Fe      | 26            | 41            | 66.95095(45)       | 394(9) ms             | β-, n (<.1%)  | 66Co        | 1/2-#     |                                   |                                   |
| 67mFe     | 367(3) keV    | 367(3) keV    | 367(3) keV         | 64(17) µs             |               |             | (5/2-)    |                                   |                                   |
| 68Fe      | 26            | 42            | 67.95370(75)       | 187(6) ms             | β- (>99.9%)   | 68Co        | 0+        |                                   |                                   |
| 68Fe      | 26            | 42            | 67.95370(75)       | 187(6) ms             | β-, n         | 67Co        | 0+        |                                   |                                   |
| 69Fe      | 26            | 43            | 68.95878(54)#      | 109(9) ms             | β- (>99.9%)   | 69Co        | 1/2-#     |                                   |                                   |
| 69Fe      | 26            | 43            | 68.95878(54)#      | 109(9) ms             | β-, n (<.1%)  | 68Co        | 1/2-#     |                                   |                                   |
| 70Fe      | 26            | 44            | 69.96146(64)#      | 94(17) ms             |               |             | 0+        |                                   |                                   |
| 71Fe      | 26            | 45            | 70.96672(86)#      | 30# ms [>300 ns]      |               |             | 7/2+#     |                                   |                                   |
| 72Fe      | 26            | 46            | 71.96962(86)#      | 10# ms [>300 ns]      |               |             | 0+        |                                   |                                   |

1. ↑  약자:
IT: 이성질핵 전이
2. ↑  굵은 글꼴은 안정 동위 원소
3. ↑  반감기 3.1×101500년의 β+β+ 붕괴를 통해 54Cr이 된다고 믿어진다.
4. ↑  항성 핵합성의 최종 결과물. 모든 핵종 중 핵자당 질량이 가장 가볍다.

### 참조
- #으로 표시된 값은 모두가 순수하게 실험 값에서 계산된 것이 아니라 일부 체계적인 경향에서 도출된 추정치를 포함한다. 명확한 데이터를 얻을 수없는 핵 스핀에 대해서는 괄호 쓰기로 표기하고 있다.
- 숫자 끝에 괄호 쓰기로 표기하고 있는 것은, 그 값의 오차를 나타내고 있다. 오차 값은 동위 원소 구성 및 표준 원자 질량에 관해서는 IUPAC가 공표하는 오차로 표기하고, 그 이외의 값은 표준 편차를 표기하고 있다.